# Байдуково
Байдуко́во — село в Николаевском районе Хабаровского края. Входит в состав Пуирского сельского поселения.

## Этимология
Названо в честь лётчика Георгия Филипповича Байдукова.

## География
Расположено на острове Байдуков, на берегу залива Счастья, в 84 километрах от райцентра — города Николаевск-на-Амуре.

## История
Основано на месте национального стойбища. До конца XX века Байдуково было местом компактного проживания нивхов, сегодня там проживают сезонные рабочие по заготовке рыбы.

## Население
| 2002 | 2010 | 2011 | 2012 | 2021 |
| ---- | ---- | ---- | ---- | ---- |
| 6    | ↘5   | →5   | ↘3   | ↘0   |

## Экономика
В селе находится отделение рыболовецкой артели «Пуир».